# Michiel Dijkema
Michiel Dijkema ist ein niederländischer Opernregisseur und Bühnenbildner.

## Leben und Wirken
Dijkema studierte Klavier bei Danièle Dechenne an der Hochschule für Musik „J. P. Sweelinck“ Amsterdam und bei Alexander Warenberg und Alwin Bär an der Hochschule der Künste Utrecht. Anschließend studierte er Musiktheaterregie an der Hochschule für Musik Hanns Eisler Berlin. Er war als Liedbegleiter tätig und besuchte die Liedklassen von Thom Bollen in Utrecht und Wolfram Rieger in Berlin. Bereits während seines Studiums inszenierte Dijkema Hochschulproduktionen in Amsterdam, Utrecht und Berlin. Für seine Diplomarbeit (2003) sicherte sich Dijkema die Rechte der deutschen Erstaufführung der großen Wiener Fassung der Operette La Périchole von Jacques Offenbach.
Seit 2005 ist Dijkema auf den Opernbühnen Europas als Regisseur präsent. Bereits mehrfach wurden seine fantasie- und trickreichen Inszenierungen ausgezeichnet, zu denen er meist auch das Bühnenbild entwirft. Regelmäßig arbeitet er bei den Produktionen mit der Kostümbildnerin Claudia Damm zusammen.
Dijkema lebt in Amsterdam. Mit seinem Fahrrad fuhr er von Amsterdam u. a. nach Rom, Santiago de Compostela, Venedig, Wien, London, Barcelona und Saintes-Maries-de-la-Mer.

## Inszenierungen
- 2005: Pelléas et Mélisande von Claude Debussy für die Nationale Reisopera Enschede
- 2006: Orfeo ed Euridice von Christoph Willibald Gluck für die Nationale Reisopera Enschede
- 2006: Carmen von Georges Bizet für das Landestheater Eisenach und Staatstheater Meiningen
- 2006: Ascanio in Alba von Wolfgang Amadeus Mozart für die Hochschule der Künste ArtEZ
- 2006: Musik zu Goethes Trauerspiel Egmont von Ludwig van Beethoven für das Gergiev-Festival Rotterdam
- 2006: La Cenerentola von Gioachino Rossini für die Estnische Nationaloper Tallinn und 2010 für die Nationale Reisopera Enschede
- 2007: L’Orfeo von Claudio Monteverdi für das Drottningholms Slottsteater Stockholm
- 2007: Pierrot Lunaire von Arnold Schönberg für das Gergiev-Festival Rotterdam
- 2008: Cabaret von John Kander für das Landestheater Mecklenburg
- 2008: Die Fledermaus von Johann Strauss für das Landestheater Eisenach, 2009 für die Novaya Opera Moskau und 2010 für die Estnische Nationaloper Tallinn
- 2008: Der Vampyr von Heinrich Marschner für das Grachtenfestival Amsterdam
- 2008: La Périchole von Jacques Offenbach für die Staatsoperette Dresden
- 2009: Il turco in Italia von Gioachino Rossini für die Oper Leipzig
- 2009: Die Zauberflöte von Wolfgang Amadeus Mozart für das Musiktheater im Revier Gelsenkirchen
- 2010: Hänsel und Gretel von Engelbert Humperdinck für das Musiktheater im Revier Gelsenkirchen
- 2011: Il barbiere di Siviglia von Gioachino Rossini für das Hessische Staatstheater Wiesbaden
- 2011: Die Großherzogin von Gerolstein von Jacques Offenbach für die Staatsoperette Dresden
- 2011: Tosca von Giacomo Puccini für die Oper Leipzig
- 2011: Hamlet von Ambroise Thomas für die Kroatische Nationaloper Zagreb
- 2012: L’opera seria von Florian Leopold Gassmann für die Staatsoper Hannover
- 2012: Cavalleria rusticana von Pietro Mascagni für das Staatstheater Darmstadt
- 2012: Pagliacci von Ruggero Leoncavallo für das Staatstheater Darmstadt
- 2013: Die verkaufte Braut von Bedřich Smetana für das Staatstheater Wiesbaden
- 2013: Der fliegende Holländer von Richard Wagner für das Staatstheater Wiesbaden
- 2013: Orpheus in der Unterwelt von Jacques Offenbach für das Theater Kiel
- 2014: A Midsummer Night's Dream von Benjamin Britten für die Staatsoper Hannover
- 2014: Faust von Charles Gounod für die Oper Leipzig
- 2017: Les contes d’Hoffmann (Hoffmanns Erzählungen) von Jacques Offenbach für das Musiktheater im Revier Gelsenkirchen
- 2019: Schwanda, der Dudelsackpfeifer von Jaromír Weinberger für das Musiktheater im Revier Gelsenkirchen

## Auszeichnungen
- 2005: 2. Preis des Europäischen Opernregie-Preises[2]
- 2005: Nachwuchsregiepreis, ausgeschrieben von Peter Konwitschny für die Konzeption der Oper Carmen am Landestheater Eisenach[3]
- 2007: Eesti Teatrikunsti Muusikalavastuste Award für seine Produktion von La Cenerentola an der Estnischen Nationaloper Tallinn
- 2011: Wizard-Award für das Bühnenbild zur Oper Il Barbiere di Siviglia am Hessischen Staatstheater Wiesbaden